# Harald Doornbos
Harald Doornbos (Ede, 1967) is een Nederlandse journalist. Sinds zijn voormalige werkgever De Waarheid ophield te bestaan, is hij voornamelijk werkzaam als verslaggever in het buitenland. In die hoedanigheid bezocht en woonde hij in onder meer Turkije, Libanon, Kroatië, Bosnië, Kosovo en Albanië.
Doornbos werkte onder meer voor NOS Radionieuws, de VNU dagbladengroep en persbureau Geassocieerde Pers Diensten. Hij studeerde aan de Christelijke Academie voor Journalistiek in Kampen en twee jaar politicologie aan de Universiteit van Amsterdam.

## The Hunting Party
Doornbos werd wereldnieuws doordat hij en vier andere journalisten in 2000 in Sarajevo besloten op eigen gelegenheid op zoek te gaan naar de toen nog voortvluchtige oorlogsmisdadiger Radovan Karadžić. Ze hadden geruchten gehoord dat hij zich in de buurt schuil zou houden en wilden een artikel maken onder het mom '24 uur op zoek naar Karadžić'. Deze tocht werd een veel serieuzere onderneming dan de bedoeling was omdat hun verhaal dat ze journalisten waren niet werd geloofd en ze in plaats daarvan werden aangezien voor geheime agenten van de CIA.
De Amerikaan Scott Anderson maakte ook deel uit van het reisgezelschap en schreef hun belevenissen in 2000 op als verhaal in het Amerikaanse tijdschrift Esquire, onder de titel How I Spent My Summer Vacation. Dit artikel vormde in 2007 de basis voor de losjes daarop gebaseerde film The Hunting Party. Doornbos schreef het verhaal zelf nooit op, omdat hij vond dat een dergelijk verhaal op een betere fundering moest rusten dan die hij kon leveren.
Doornbos heeft zelf een klein bijrolletje in The Hunting Party, als niet bij naam genoemde journalist.

## Egypte en Libië
Doornbos versloeg de protesten in Egypte in 2011. Op 3 februari kreeg hij tijdens zijn werk het idee bijna gelyncht te worden, toen hij samen met zijn Libanese vrouw, die ook journalist is, in een auto zat. Op Twitter verwoordde hij het aldus: "Uit auto getrokken door meute. Letterlijk bijna strot doorgesneden, ontzet door soldaten. Ok nu, maar dit is te veel van het goede."
Ook tijdens de opstand in Libië, op 4 maart 2011, hadden Doornbos en zijn vrouw een benauwd moment in een auto. Ze reden samen met twee Libische gidsen in een rebellenkonvooi nabij Ras Lanoef, toen het vuur op hen werd geopend. Naar eigen zeggen reden ze in een hinderlaag van troepen van Qadhafi en waren het angstaanjagende momenten.